# Olímpio Mourão Filho

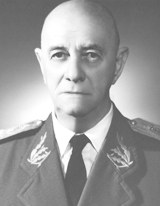
General Olímpio Mourão Filho

Olímpio Mourão Filho (* 9. Mai 1900 in Diamantina, Minas Gerais; † 28. Mai 1972 in Rio de Janeiro) war ein brasilianischer Offizier, der maßgeblich am Sturz von Staatspräsident João Goulart durch den Militärputsch vom 31. März 1964 beteiligt war sowie als General (General-de-exército) von 1964 bis 1969 Mitglied sowie zwischen 1967 und 1969 Präsident des Obersten Militärtribunals STM (Superior Tribunal Militar) war.

## Leben

### Offiziersausbildung, Offizier und Revolution von 1930
Olímpio Mourão Filho war der Sohn des Rechtsanwalts Olímpio Júlio de Oliveira Mourão, der Mitglied der Legislativversammlung und des Staatssenats von Minas Gerais, und Mariana Correia Rabelo Mourão, die als Lehrerin an der Escola Normal de Diamantina unterrichtet. Nach dem Besuch des Colégio Diocesano begann er ein Studium der Ingenieurwissenschaft in Belo Horizonte, das er jedoch abbrach, nachdem er im April 1918 seine Offiziersausbildung an der Militärschule (Escola Militar do Realengo) in Rio de Janeiro begann. Nach deren Abschluss wurde er im April 1921 als Offiziersanwärter (Aspirante-a-oficial) in die Infanterie übernommen und dem 12. Infanterieregiment (12º Regimento de Infantaria) in Belo Horizonte zugeteilt. Im Mai 1921 erhielt er seine Beförderung zum Leutnant (Segundo-tenente) und trat 1922 in das 14. Jägerbataillon (14º Batalhão de Caçadores) in Florianópolis ein. Nach seiner Rückkehr zum 12. Infanterieregiment wurde er im Oktober 1922 zum Oberleutnant (Primeiro-tenente) befördert und versah zwischen 1923 und 1925 abermals Dienst im 14. Jägerbataillon. Während dieser Zeit beteiligte er sich im Bundesstaat São Paulo an der Unterdrückung der Revolte vom 5. Juli 1924, die von einer Leutnantsbewegung (Movimento tenentista) auch in Sergipe und Amazonas begonnen wurde, aber in diesen beiden Staaten schnell niedergeschlagen wurde. In São Paulo besetzten die Rebellen unter dem Kommando von General Isidoro Dias Lopes drei Wochen lang die Hauptstadt von São Paulo und zog danach ins Landesinnere.
Mourão Filho belegte 1926 einen Lehrgang an der Schule für Offiziersfortbildungen (Escola de Aperfeiçoamento de Oficiais) und kehrte zwischen 1927 und 1928 zum 14. Jägerbataillon zurück. Nach seiner Rückkehr nach Rio de Janeiro besuchte er zwischen 1928 und 1930 die Generalstabsschule des Heeres (Escola de Estado-Maior do Exército), wo zum Ende seiner Ausbildung die von Getúlio Vargas angeführte Revolution vom 24. Oktober 1930 begann, die zur Absetzung von Staatspräsident Washington Luís Pereira de Sousa führte. Daraufhin übernahm eine aus den Generälen Augusto Tasso Fragoso und João de Deus Mena Barreto sowie Admiral José Isaías de Noronha bestehende Militärjunta. Er wurde von der Provisorischen Regierungsjunta (Junta governativa provisória) nach Belo Horizonte beordert, um vom Präsidenten von Minas Gerais Olegário Maciel zuzusichern, dass die Regierung an Getúlio Vargas übergeben wird, sobald er in Rio de Janeiro ankommt. Am 3. November 1930 übergab die Junta die Macht an den Abführer des Putsches, Getúlio Vargas. Nach seiner Beförderung zum Hauptmann (Capitão) im August 1931 wurde er als Offizier in den Stab der 1. Militärregion (1ª Região Militar) in Rio de Janeiro versetzt und beteiligte sich zwischen Juli und September 1932 an der Unterdrückung der Konstitutionellen Revolution (Revolução Constitucionalista), einer bewaffneten Bewegung gegen die Provisorische Regierung, die in São Paulo stattfand.

### Mitglied der faschistischenAção Integralista Brasileira

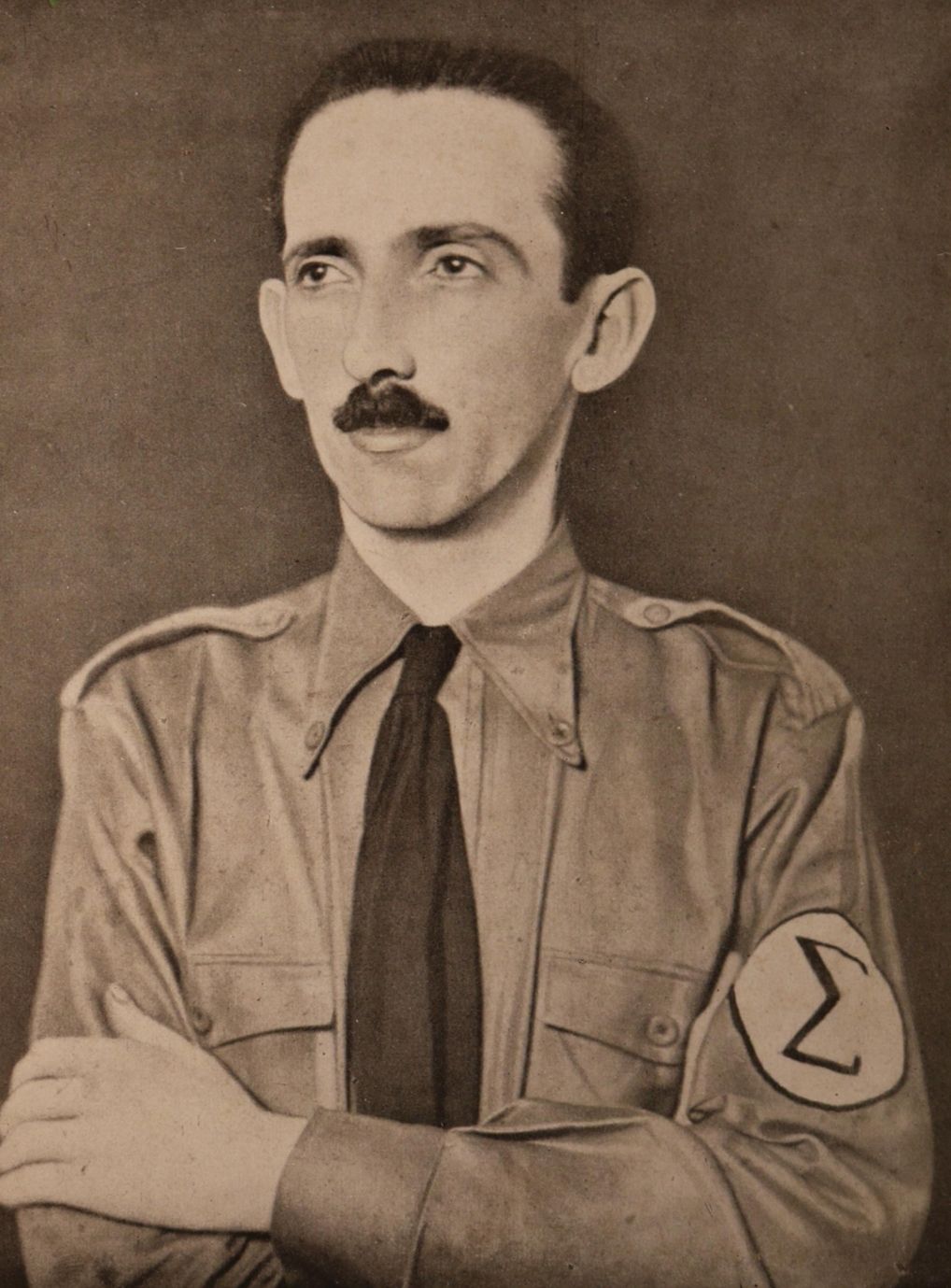
Ende 1932 schloss Olímpio Mourão Filho sich der Integralistischen Aktion Brasiliens AIB (Ação Integralista Brasileira) an, einer faschistisch inspirierten Bewegung, die im Oktober 1932 von Plínio Salgado gegründet wurde.

Ende 1932 schloss Olímpio Mourão Filho sich der Integralistischen Aktion Brasiliens AIB (Ação Integralista Brasileira) an, einer faschistisch inspirierten Bewegung, die im Oktober 1932 von Plínio Salgado gegründet wurde. Laut Mourão selbst war sein Beitritt zur AIB durch die kommunistische Infiltration in der Armee motiviert, die er während seines Dienstes in Florianópolis bemerkt hätte. Im Dezember 1933, als der Integralismus bereits nationale Bedeutung erlangte, schloss er sich einer AIB-Propagandagruppe an, die in Begleitung von Plínio Salgado, dem nationalen Leiter der Organisation, Olbiano de Melo und Gustavo Barroso durch Minas Gerais reiste. Noch 1933, während er weiterhin dem Stab der 1. Militärregion angehörte, wurde er beauftragt, bei der Zentralbrasilianischen Eisenbahngesellschaft EFCB (Estrada de Ferro Central do Brasil) als Verbindungskommissar zwischen den Ministerien für Krieg und Verkehr zu dienen, eine Funktion, die er bis 1936 ausübte.
Die Organisationsstruktur der AIB wurde im Februar 1934 auf dem I. Integralistenkongress in Vitória festgelegt. Einer der damals gebildeten Sektoren war die Nationale Milizabteilung (Departamento Nacional de Milícia), die Gustavo Barroso anvertraut wurde und deren Stab Mourão Filho leitete. Mit den an der Generalstabsschule erworbenen Kenntnissen organisierte er die integralistische Miliz nach dem Vorbild des Heeres und gab ihr eine paramilitärische Struktur. Im März 1936 unterzog sich die AIB auf dem II. Integralistenkongress in Petrópolis einer Umstrukturierung, um sich als politische Partei zu organisieren, um an den für Januar 1938 angesetzten Präsidentschaftswahlen teilzunehmen. Bei dieser Gelegenheit wurde Plínio Salgado offiziell als Kandidat der Ação Integralista Brasileira für die Nachfolge von Vargas nominiert. Auf dem Kongress wurde die Abteilung außerdem in Sekretariate umgewandelt, woraufhin die Nationale Milizabteilung in Sekretariat für Moral, Staatsbürgerkunde und Leibeserziehung (Secretaria de Educação Moral, Cívica e Física) umbenannt wurde. Parallel zu seinen politischen Aktivitäten bei der AIB war Mourão Filho von 1936 bis April 1937 stellvertretender Kommandeur des 14. Jägerbataillons in Florianópolis. Im Juli 1936 trat er der Kammer der Vierhundert (Câmara dos Quatrocentos) bei, einem Beratungsgremium der Nationalen Leitung der AIB, das sich um die Einbindung von Persönlichkeiten aus den verschiedenen integralistischen „Provinzen“ bemühte.

### Der Cohen-Plan

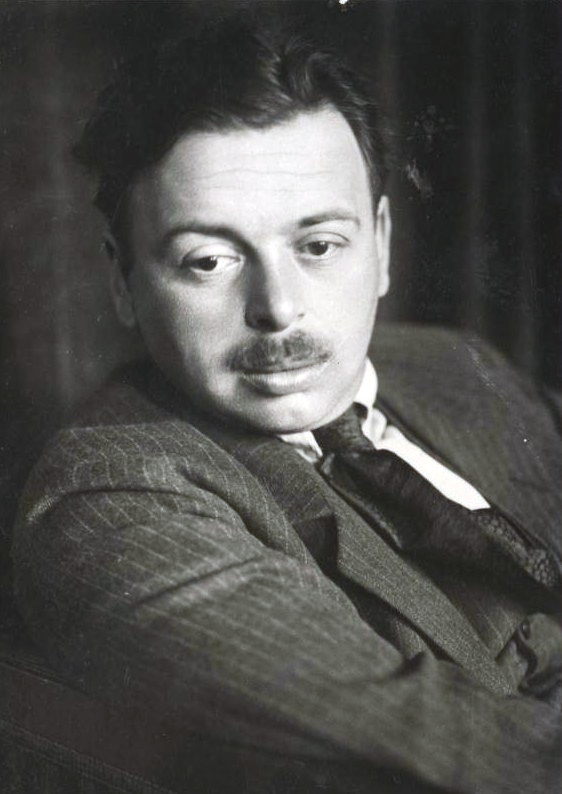
Die von Béla Kun in Ungarn angeführte Revolution nach dem Ersten Weltkrieg diente Mourão Filho als Vorlage für den Cohen-Plan, um einen möglichen kommunistischen Aufstand in Brasilien niederzuschlagen.

Mitte 1937, als er den Geheimdienst der AIB leitete und im Generalstab der Armee diente, bereitete er ein Dokument vor, das als Cohen-Plan (Plano Cohen) bekannt wurde und nach einem Gespräch mit Plínio Salgado Anfang August verfasst wurde. Der AIB-Kandidat für die Präsidentschaft der Republik befürchtete, dass die Bewegung um seine Kampagne die Integralisten vom eigentlichen Kampf, dem Stoppen des kommunistischen Vormarsches, abbringen würde. Er glaubte daher, dass die internen Nachrichten der Organisation – vorbereitet von Mourão und anderen Integralisten – genutzt werden sollten, um ihre Mitglieder wieder in den zentralen Kampf zu bringen. Mourão Filho war verantwortlich für die Ausarbeitung des Information Bulletins Nr. 4, dessen Kapitel II Daten über Guerilla-Taktiken und Revolution der Kommunisten enthalten sollte. In einem in der Tageszeitung O Globo transkribierten Artikel erklärte Mourão, dass er, um den Text interessanter zu machen, beschlossen habe, einen Aktionsplan zu simulieren, der dem Thema mehr Realismus verleihen würde. Sein Schreiben wurde von einem Artikel in der französischen Publikation Revue des Deux Mondes inspiriert, der den Prozess der ephemeren Machtergreifung durch die Kommunisten unter der Führung von Béla Kun in Ungarn kurz nach dem Ende des Ersten Weltkrieges beschrieb. In seiner Umsetzung dieses Artikels in das AIB-Bulletin hatte er in einem ersten Teil beschrieben, wie der angebliche kommunistische Staatsstreich stattfinden würde, und einen zweiten dem Gegenangriff gewidmet, der von den Integralisten durchgeführt werden sollte. In derselben Erklärung gab er an, den Text in der Zentrale der AIB verfasst zu haben, und mehrere Schreibkräfte seien damit beschäftigt, ihn vorzubereiten. Am Ende des Schreibens unterschrieb er den Namen Bela Kun, erinnerte sich dann aber daran, dass einer der integralistischen Führer Bela Kun de Bela Cohen hieß, strich den Nachnamen Kun durch und schrieb Cohen voran. Da die Schreibkraft die Änderung nicht verstand, behielt sie nur den Namen Cohen.
Ende August 1937 wurde der Text Plínio Salgado vorgelegt, der ihn als zu phantasievoll ablehnte. Mourão Filho bewahrte eine Kopie auf und zeigte sie später General Álvaro Guilherme Mariante, seinem Trauzeugen bei der Hochzeit, und damaligen Mitglied des Oberen Militärgerichtshofs STM (Supremo Tribunal Militar). Nachdem Mariante den Entwurf erhalten hatte, weigerte er sich, den Text General Pedro Aurélio de Góis Monteiro, dem Chef des Stabes des Heeres EME (Chefe do Estado-Maior do Exército), da er keine Verbindung zu den Integralisten hatte, für die das Dokument erstellt wurde. Aber er hinterließ die Kopie bei General Mariante und holte sie erst Tage später zurück, nachdem er um Rückgabe gebeten hatte. Mitte September enthüllte Francisco Campos – Bildungdezernenten im Rathaus des damaligen Hauptstadtdistrikt (Distrito Federal do Brasil) Rio de Janeiro – gegenüber Plínio Salgado, dass die Regierung im Besitz eines kommunistischen Plans zur Machtergreifung sei, und forderte die Integralisten zur Zusammenarbeit bei der Vorbereitung eines Staatsstreichs auf. Als Mourão Filho über die Ereignisse informiert wurde, vermutete er, dass der fragliche Plan von ihm stammte und von der Regierungsführung als Vorwand für die Durchführung des erwähnten Staatsstreichs benutzt wurde. Am 29. September 1937 informierte ihn Major Aguinaldo Caiado de Castro über die Existenz eines kommunistischen Plans, der nach Kenntnis der Offiziere vom Stab des Heeres veröffentlicht worden war. Als er sein Dokument erkannte, suchte er General Mariante auf, der bestritt, Góis Monteiro die Kopie geliehen zu haben. Daraufhin begab er sich in dessen Büro, das ihn laut seiner Aussage zum Schweigen aufforderte.

### Ausrufung des Kriegszustandes und Gründung desEstado Novo1937

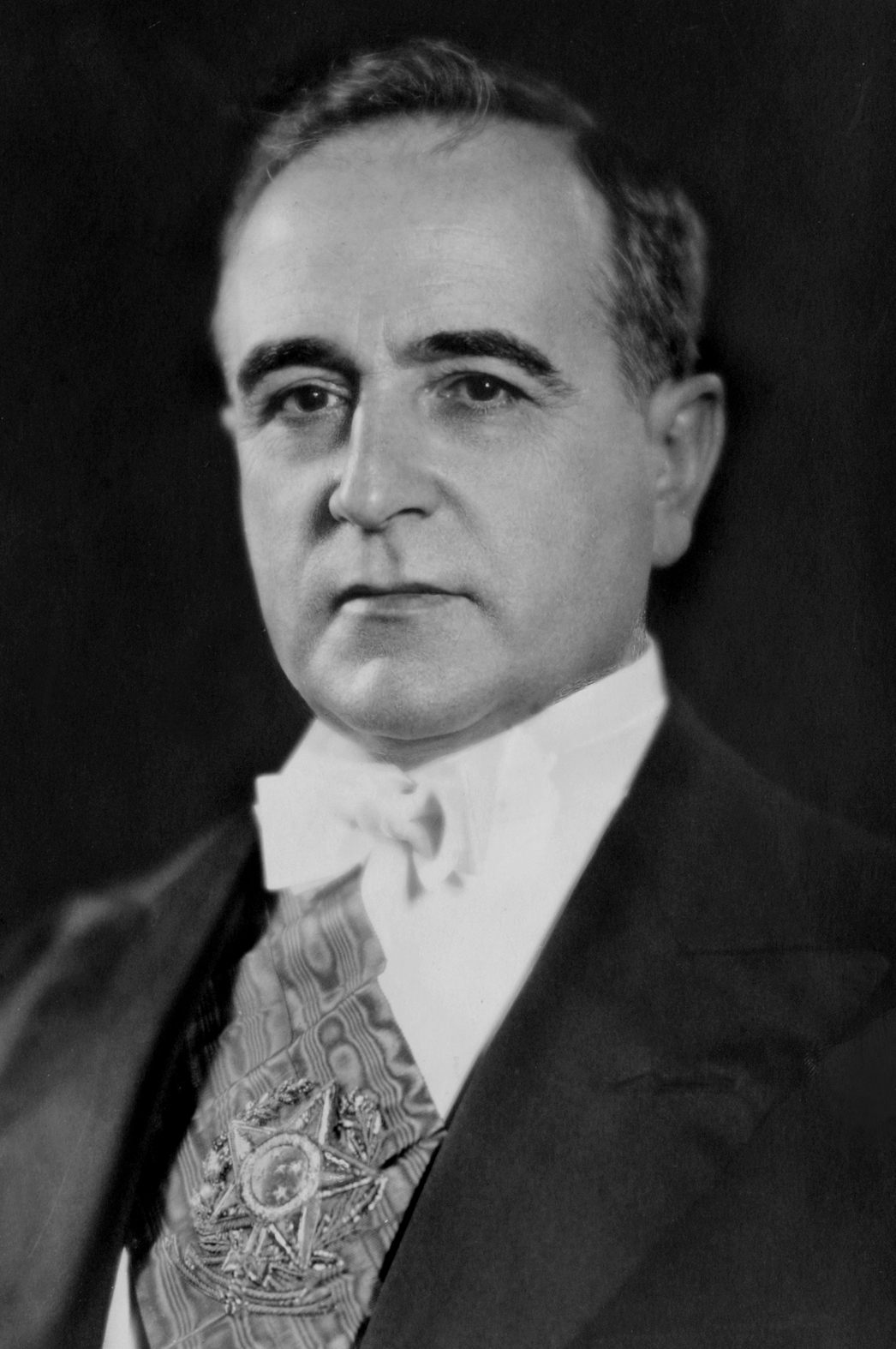
Staatspräsident Getúlio Dornelles Vargas rief nach der Erklärung des Kriegszustands 1937 den „Neuen Staat“ (Estado Novo) aus.

Das Dokument, dessen Urheberschaft von der Regierung der Komintern – der Dritten Kommunistischen Internationale, einer von der Kommunistischen Partei der Sowjetunion (KPdSU) geführten Organisation mit dem Ziel, die Revolution im Weltmaßstab zu fördern – zugeschrieben wurde, wurde mehrere Tage lang in offiziellen Radiosendungen verlesen. Obwohl er den Text erkannte, dementierte Plínio Salgado die Nachricht über den vom Stab des Heeres veröffentlichten Plan nicht und behauptete, er könne die einzige organisierte Kraft, die in der Lage sei, den Kommunismus zu bekämpfen, nicht demoralisieren. Am 1. Oktober 1937 forderte Präsident Getúlio Vargas den Nationalkongress (Congresso Nacional) auf, auf der Grundlage einer Begründung des Justizministers José Carlos de Macedo Soares den Kriegszustand auszurufen. Dies wiederum basierte auf Informationen des Kriegsministers, General Eurico Gaspar Dutra, und des Marineministers, Admiral Henrique Aristides Guilhem. Trotz des Protests der Opposition akzeptierte der Kongress den Antrag auf Erklärung des Kriegszustands, ohne von der Exekutive die Beweise zu verlangen, die sie für die unmittelbare kommunistische Bedrohung zu haben behauptete.
Die Offenlegung des Plans – ohne die Leugnung der Integralisten, deren Führer sich dem Putsch verschrieben hatten – war die Rechtfertigung, die der Nation für die Umsetzung des „Neuen Staates“ (Estado Novo) am folgenden 10. November 1937 angeboten wurde. Das neue Regime unterdrückte alle gesetzgebenden Körperschaften des Landes und setzte die Präsidentschaftswahlen aus. Am 3. Dezember 1937 wurden die politischen Parteien per Dekret verboten und die AIB, die zur Überraschung der Integralisten nicht von der Maßnahme ausgeschlossen wurde, musste eine andere Organisationsform annehmen und wurde zur Brasilianischen Kulturvereinigung ABC (Associação Brasileira de Cultura).
Im selben Monat wurde Mourão Filho im Dezember 1937 zum Major befördert und zum stellvertretenden Kommissar des Militärnetzwerks Nr. 1 der Estrada de Ferro Central do Brasil ernannt, eine Position, die er bis 1938 innehatte. Trotz der Verbindungen, die er mit der AIB hatte, nahm er nicht an dem Aufstand teil, der im Mai 1938 unter Führung der Integralisten mit Unterstützung liberaler Oppositioneller ausbrach. Die Integralisten, die sich von Vargas betrogen fühlten, zielten mit dem Aufstand darauf ab, den Präsidenten zu stürzen. Die Hauptepisode der Revolte war der Angriff auf den Palácio Guanabara, die Residenz des Präsidenten der Republik, bei dem die Rebellen trotz des prekären legalistischen Widerstands innerhalb weniger Stunden geschlagen wurden.

### Die Jahre von 1938 bis 1961

General Olímpio Mourão Filho (1957) war zwischen 1957 und 1961 Präsident der Funktechnischen Kommission des Ministeriums für Verkehr und öffentliche Arbeiten.

Daraufhin war Mourão Filho zwischen 1938 und 1939 stellvertretender Kommandeur des in Santa Maria stationierten 7. Infanterieregiments (7º Regimento de Infantaria) und daraufhin 1939 kurzzeitig Kommandeur des 14. Jägerbataillons in Florianópolis, ehe er von 1939 bis 1943 Verwendung als Offizier im Stab des Heeres fand. Nachdem er im April 1943 zum Oberstleutnant (Tenente-coronel) befördert worden war, wurde er zum Kommandeur des in Curitiba stationierten 15. Jägerbataillons (15º Batalhão de Caçadores) ernannt. Im Februar 1945 reiste er nach Italien ab und trat dort der 5. Staffel des Brasilianischen Expeditionskorps FEB (Força Expedicionária Brasileira) bei, das an der Seite der Alliierten am Zweiten Weltkrieg teilnahm. Im Einsatzgebiet wurde seine Einheit, das Personaldepot, in Stafollo eingesetzt, wo er zum Leiter der 3. Sektion ernannt wurde.
Nach Beendigung des Zweiten Weltkrieges kehrte Olímpio Mourão Filho nach Brasilien zurück und war von Ende 1945 bis 1947 Leiter des 16. Rekrutierungskreises (16ª Circunscrição de Recrutamento) in Florianópolis, ehe er zwischen 1947 und 1948 Offizier in der Allgemeinen Verwaltungsabteilung des Stabes des Heeres (Departamento Geral de Administração). Im März 1948 wurde er in dieser Verwendung zum Oberst (Coronel) befördert und war von 1949 bis 1950 Kommandeur des 19. Infanterieregiments (19º Regimento de Infantaria) in São Leopoldo. 1950 übernahm er die Leitung der Handelsvertretung in Montevideo und bekleidete diesen Posten bis 1951, woraufhin er von 1951 bis 1952 Kommandeur des 11. Infanterieregiments (11º Regimento de Infantaria) in São João del-Rei war. Nachdem er 1953 wieder kurzzeitig Verwendung in der Allgemeinen Verwaltungsabteilung des Stabes des Heeres gefunden hatte, fungierte er von 1953 bis 1955 als Leiter des 11. Rekrutierungskreises (11ª Circunscrição de Recrutamento) in Belo Horizonte.
Im Laufe des Jahres 1955 kehrte der Cohen-Plan auf die Bühne zurück. General Góis Monteiro beschuldigte Mourão Filho in dem Buch O general Góis depõe offiziell und zum ersten Mal, der Autor des Dokuments zu sein, das die Gründung des Estado Novo provoziert hatte. Mourão Filho fühlte sich tendenziell vom General betroffen und bat die Armee, einen Rechtfertigungsrat (Conselho de Justificação) zu bilden, um sich gegen die Anschuldigung zu verteidigen, und wurde freigesprochen. Er war zwischen 1955 und 1956 Stabsoffizier in Generaldirektion des Militärdienstes (Diretoria Geral do Serviço Militar) des Heeresstabes. Im März 1956 erhielt er seine Beförderung zum Brigadegeneral (General-de-brigada) und fungierte zwischen März 1955 bis 1957 als Kommandeur der Infanterietruppen der 4. Infanteriedivision (4ª Divisão de Infantaria) in Belo Horizonte. Daraufhin war er von 1957 bis 1961 Leiter der Abteilung Sozialangelegenheiten des Heeresstabes (Diretor da Assistência Social do Exército) und zugleich in Personalunion Präsident der Funktechnischen Kommission des Ministeriums für Verkehr und öffentliche Arbeiten (Comissão Técnica de Rádio do Ministério da Viação e Obras Públicas). In dieser Funktion, die er während der Regierung von Staatspräsident Juscelino Kubitschek innehatte, war er verantwortlich für die Durchsetzung des Verbots des Zugangs zu Radio und Fernsehen durch den Abgeordneten Carlos Lacerda, den Führer der schärfsten Oppositionsfraktion. In der Position als Präsident der Funktechnischen Kommission leitete er die brasilianische Delegation bei der Sitzung der Funkkommunikationskommission, die in Genf stattfand. Er wurde im Februar 1961 aus dem Ministerium für Verkehr und öffentliche Arbeiten entlassen, kurz nachdem Jânio Quadros sein Amt als Präsident der Republik angetreten hatte.

### Die Verschwörung gegen Goulart

Vizepräsident João Goulart wurde nach dem Rücktritt von Jânio Quadros als bisheriger Vizepräsident entsprechend der Verfassung am 25. August 1961 Staatspräsident.

Ende 1961 wurde Mourão Filho zum Kommandeur der 3. Infanteriedivision (3ª Divisão de Infantaria) in Santa Maria (RS) ernannt und ersetzte General Peri Constant Bevilacqua. Dort kam er mit zivilen und militärischen Elementen in Kontakt, die im Staat eine Bewegung gründeten, um den Präsidenten der Republik João Goulart, der sein Amt nach dem Rücktritt von Jânio Quadros am 25. August 1961 als Nachfolger aufgrund der Verfassung als bisheriger Vizepräsident. Im Januar 1962 bat Mourão Filho den Kommandeur der in Porto Alegre stationierten Dritten Armee, General Nestor Penha Brasil, um ein Treffen mit dem Bauern Saint Pastous, dem Präsidenten der Föderation der ländlichen Verbände von Rio Grande do Sul FARSUL (Federação de Associações Rurais do Rio Grande do Sul). Bei diesem Treffen wurden die Aktionslinien für den Kampf gegen die Goulart-Regierung diskutiert und die zu befolgenden Schritte festgelegt. Im ersten Schritt, der bis zu den Parlamentswahlen im Oktober 1962 dauern sollte, war das Ziel der Sieg der Gegner des Präsidenten, um eine möglichst große Zahl engagierter Abgeordneter für seine Absetzung zu garantieren.
In Anbetracht der Tatsache, dass dies das erste zivil-militärische Treffen war, das mit diesem Ziel abgehalten wurde und den Beginn der Verschwörung gegen die Goulart-Regierung (Conspiração contra o Governo Goulart) markierte, war sich Mourão Filho bewusst, dass andere Kräfte bereits in die gleiche Richtung operierten.
Ende Januar 1962 nahm Olímpio Mourão Filho an einem Treffen in São Paulo mit einer wichtigen Gruppe von Geschäftsleuten teil, das von zwei Führungspersonen des IPÊS, Edmundo Monteiro und Oton Barcelos Correia, zugleich Präsident der Nationalen Waggonfabrik FNC (Fábrica Nacional de Vagões), organisiert wurde, an dem auch der Vorsitzende des IPÊS, João Baptista Leopoldo Figueiredo, teilnahm. Anschließend reiste er nach Rio de Janeiro, wo er mit Kriegsminister João de Segadas Viana sprach. Er kontaktierte auch Admiral Sílvio Heck, den früheren Kriegsminister Marschall Odylio Denys, und General Oswaldo Cordeiro de Farias, um sie über seine Pläne zu informieren. Nach diesen Kontakten versuchte er in Porto Alegre, das Netzwerk der Offiziere zugunsten des Putsches zu stärken. Während er in Rio Grande do Sul war, bestand sein revolutionärer Stab unter anderem aus Oberst Romão Mena Barreto als Stabschef, Oberstleutnant Atos Teixeira und Oberstleutnant Paulo Braga, Bruder des damaligen Gouverneurs von Paraná, Ney Braga.
Im März 1962 wurde Mourão Filho zum Divisionsgeneral (General-de-divisão) befördert. Im Juni 1962 bat er um ein Treffen mit Edmundo Monteiro von IPÊS und Francisco de Assis Chateaubriand, Eigentümer der Diários Associados, bei denen er um Unterstützung für die politischen Kräfte für die anstehenden Wahlen bat, die sich der Regierung im Wahlkampf widersetzten. Er sprach auch mit Oton Barcelos Correia von IPÊS, der finanzielle Unterstützung für Maßnahmen im Nordosten versprach, die er als problematisch ansah. Über den Journalisten Tadeu Onar, der mit den Unternehmern von Porto Alegre verbunden war, nahm er Kontakt zum Präsidenten der Föderation der Handelsverbände FACB (Federação das Associações Comerciais do Brasil) auf. Er arbeitete auch mit dem Politiker und Geschäftsmann Ildo Meneghetti zusammen, dem IPÊS-IBAD-Komplex unterstützten Kandidat der Sozialdemokratischen Partei PSD (Partido Social Democrático) für das Amt des Gouverneurs von Rio Grande do Sul. Er unterstützte ihn und versuchte vor allem, die Wahl eines mit Leonel de Moura Brizola verbundenen Kandidaten, den damaligen Industrie- und Handelsminister Egídio Michaelsen, zu verhindern, was seiner konspirativen Aktion im Staat schaden würde. Er arbeitete auch mit dem Mitglied der Abgeordnetenkammer, Oberst Válter Peracchi Barcelos, zusammen.

### Die Wahlen 1963, Bestätigung des Präsidialregimes und Vorbereitungen zum Sturz Goularts
Nachdem durch die Wahlen im Januar 1963 das Präsidialregime bestätigt wurde, wurde Mourão Filho im März 1963 als Kommandeur der 2. Militärregion (2ª Região Militar) in São Paulo versetzt und ersetzte dort General Aurélio de Lira Tavares. Obwohl sich seine Konzeptionen von denen des sogenannten IPÊS-IBAD-Komplexes unterschieden, wurde Mourão von dieser Gruppe als eine Person betrachtet, die mit großem revolutionärem Potenzial ausgestattet war, wenn auch mit einem impulsiven Temperament. Für seine weitere Rolle wurde er mit dem pensionierten General Sebastião Dalísio Mena Barreto in Verbindung gebracht, der Geschäftsleute und Militärs von IPÊS in São Paulo kannte. Die von Mena Barreto geleitete Sektion war verantwortlich für die Einbindung der Direktionen der politischen Parteien im Bundesstaat São Paulo und der Direktionen der Sozial-, Kultur- und Sportvereine. Während Mourão Filho zum angeblichen Kopf der zivil-militärischen Verschwörung in São Paulo wurde, war General Mena Barreto ihr Hauptkoordinator unter den Zivilisten. Eine der ersten Maßnahmen von IPÊS bestand darin, die Unterstützung, die Mourão von Aktivisten in São Paulo erhielt, wie die Bereitstellung kostenloser Flugtickets, zurückzuziehen und so die Wirksamkeit seiner militärischen Verlautbarungen zu verringern, die Mobilität und finanzielle Unterstützung erforderten. Erst später erfuhr Mourão, dass die für diesen Boykott verantwortliche Person Oberstleutnant Rubens Restel von IPÊS war, der als militärischer Berater der Aktionseinheit unter der Leitung des Journalisten Júlio de Mesquita Filho von der Tageszeitung O Estado de S. Paulo diente, und als Offizier der Zweiten Armee versucht hatte, das Ansehen von Mourão als Verschwörer unter Offizierskollegen und Geschäftsleuten zu untergraben.

Der US-Auslandsnachrichtendienst Central Intelligence Agency (CIA) hatte im Vorfeld Kenntnisse über den Militärputsch gegen Präsident Goulart erlangt.

Nach Informationen der US-Auslandsnachrichtendienst Central Intelligence Agency (CIA) an das US-Außenministerium, die Jahre später in der Tageszeitung Jornal do Brasil veröffentlicht wurden, behauptete General Mourão Filho im April 1963, dass der Putsch gegen Goulart innerhalb von 30 Tagen stattfinden würde. Die von General Nélson de Melo, von den Marschällen Eurico Gaspar Dutra und Odylio Denys, von Admiral Sílvio Heck und auch von den Gouverneuren von Guanabara, Carlos Lacerda, und von São Paulo, Ademar de Barros, unterstützte Aktion bestand zunächst darin, Truppen der Zweiten und Dritten Armee in Richtung Rio de Janeiro zu verlegen, dem Hauptquartier der Ersten Armee. Die Zugehörigkeit der Ersten Armee zur Bewegung war zweifelhaft, was die Verschwörer beunruhigte, da 56 Panzer unter ihrer Kontrolle standen. Es gab eine Versorgung für maximal 15 Kampftage, danach würde Hilfe von außen benötigt. Mourão glaubte, dass die US-Regierung einen Teil der für die Rebellion benötigten Ausrüstung bereitstellen würde. Nach dem CIA-Bericht hatte Mourão die Unterstützung einer Flugabwehr-Artilleriegruppe in São Paulo, der 3. Infanteriedivision in Santa Maria, der 5. Infanteriedivision in Curitiba, der 6. Infanterie-Division in Porto Alegre sowie zwei der drei Kavalleriedivisionen des Landes. Der CIA-Bericht informierte darüber, dass die bewaffnete Bewegung nach Mourãos Vorstellung eine Reihe von Zielen haben würde. Im Vordergrund standen der Sturz von Präsident João Goulart und die Amtseinführung eines Interimspräsidenten, dem die Rebellen vertrauen. Als Nächstes sollten Schritte unternommen werden, um Linksextremisten und Kommunisten aus dem Nationalkongress zu entfernen. Ein weiterer wichtiger Schritt wäre, die Außenpolitik Brasiliens wieder auf eine pro-westliche Ausrichtung zu bringen. Sie forderte auch die Unterdrückung einiger Gewerkschaftsorganisationen und die strikte Anwendung der Streikgesetze. Weitere Forderungen waren die Verstärkung der Klauseln der Erklärung der Rechte der Verfassung, die die Freiheit des Menschen garantieren, außerdem die Ersetzung des Präsidialregimes durch ein Regime, das den Befugnissen des Präsidenten bestimmte Grenzen setzt, sowie die Entfernung von Berufspolitikern. Zu den Forderungen gehörten auch die Beschränkung des Eintritts von Militärangehörigen in die Politik, die Durchführung einer sorgfältigen Prüfung der Herkunft der von bestimmten Politikern verwendeten Finanzmittel und bei nicht geklärter Herkunft die sofortige Beschlagnahme dieser Gelder. Es war auch seine Idee, soziale Gerechtigkeit durch eine vernünftige Agrarreform zu fördern, die von der Verfassung geregelt wird. Dem CIA-Bericht zufolge hatte Mourão Filho am 28. April 1963 ein Treffen mit den Admiralen Sílvio Heck und Mário Cavalcanti de Albuquerque, die sich bereit erklärten, ihre eigene Bewegung aufzulösen und sich seiner anzuschließen, und auch zustimmten, die von ihnen geplanten Terroranschläge auszusetzen. Da die gemeinsamen Planungen jedoch nicht ausgereift und verfestigt waren, kam der Putsch gegen Goulart nicht innerhalb der von Mourão gesetzten Frist zustande.

### Der Aktionsplan in Bewegung

Der Gouverneur von Minas Gerais José de Magalhães Pinto gehörte zur politisch-militärischen Bewegung und war während der Militärdiktatur von 1967 bis 1969 unter anderem Außenminister.

Ende August 1963 wurde Olímpio Mourão Filho unerwartet zum Kommandeur der 4. Militärregion (4ª Região Militar) und der 4. Infanteriedivision (4ª Divisão de Infantaria) der I. Armee ernannt, die beide in Juiz de Fora stationiert waren. Diese Versetzung war ein Schlag für die mit dem IPÊS-IBAD-Komplex verbundenen Verschwörer, die befürchteten, dass Mourãos Abreise nach Minas Gerais aus zwei grundlegenden Gründen zu einem Verlust der Kontrolle über ihre Artikulationen in diesem Staat führen würde: Erstens, weil Mourão sich in einer Armee niederlassen würde, die in einer Entfernung von Rio de Janeiro untergebracht war, die halb so weit von ihrer vorherigen Basis São Paulo entfernt war, und mit mehr Truppen unter ihrem Kommando, daher mit größerer Leichtigkeit, „seine Bewegung“ autonom zu artikulieren; zweitens, weil sich Mourão in Juiz de Fora im Einflussbereich des Gouverneurs von Minas Gerais José de Magalhães Pinto befinden würde, der als potenzieller Kandidat für die Präsidentschaft der Republik 1965 galt, und in ihm einen zufälligen, aber auch nahen Verbündeten zu Offizieren finden würde wie General Artur da Costa e Silva, Leiter der Generalabteilung für Armeepersonal, der die Positionen der IPÊS-ESG-Gruppe nicht vollständig teilte.

General Humberto Castelo Branco war 1964 Anführer des Militärputsches.

Im September 1963 hatten Mourão und General Carlos Luís Guedes, Kommandeur der Infanterieverbände der 4. Militärregion ID-4 mit Sitz in Belo Horizonte, ein Treffen mit Gouverneur Magalhães Pinto, bei dem die Bildung des revolutionären Generalstabs in Minas Gerais besprochen wurde. Danach stellten Mourão und Guedes Kontakte für Operationen mit Oberst José Geraldo de Oliveira, Kommandeur der Staatlichen Militärpolizei in Minas Gerais, und mit Oberst Afonso Barsante dos Santos, Stabschef der Militärpolizei, her. Der Generalstab von Mourão in Minas Gerais bestand hauptsächlich aus Personen, die mit General Costa e Silva verbunden waren, mit einigen Ausnahmen wie Major Alencar, der mit dem Führer von IPÊS verbunden war, und Augusto Frederico Schmidt, der versuchte das Ansehen von Mourão unter jungen Offizieren zu untergraben. Es entstand eine ähnliche Situation wie in São Paulo, wobei Elemente der IPÊS-ESG-Gruppe versuchten, Mourãos Autorität zu schwächen, während sie gleichzeitig versuchten, ihn in ihre Bewegung einzubeziehen.
Ab dem 13. März 1964 – als eine große Volkskundgebung am Bahnhof Central do Brasil in Rio de Janeiro stattfand – unterzeichnete Präsident Goulart zwei Dekrete, die die Verstaatlichung privater Ölraffinerien und die Enteignung von Land an den Ufern zum Zweck der Agrarreform und zugunsten öffentlicher Arbeiten vorsahen. Zugleich intensivierten sich die Putschvorbereitungen und die Verschwörung gegen den Präsidenten begann sich auf eine stärkere Zusammenarbeit der gemäßigteren Militärsektoren zu verlassen. Die militärische Verschwörung am 20. März 1964 Gestalt an, als General Humberto de Alencar Castelo Branco, Chef des Stabes des Heeres, der seit Oktober 1963 eine Verschwörung organisiert hatte, der er einen „defensiven“ Charakter zuschrieb, ein Memorandum an seine Untergebenen herausgab, die die Möglichkeit der Schließung des Nationalkongresses durch Goulart und die Begründung eines Regimes der radikalen Linken anprangerten. Am 28. März 1964 nahm Mourão auf dem Flughafen Juiz de Fora an einem Treffen mit mehreren Militärs und Zivilisten teil, darunter Gouverneur Magalhães Pinto, Marschall Odylio Denys, Oberst José Geraldo de Oliveira sowie dem Rechtsanwalt und Politiker Oswaldo Pieruccetti, um den Tag der Revolution zu feiern. Erörtert wurde auch der Inhalt des Manifests zur Unterstützung der zivil-militärischen Bewegung (Movimento civil-militar), das einen entscheidenden Satz für die Absetzung des Präsidenten und seine Nachfolge gemäß der Verfassung von 1946 (Constituição de 1946) enthalten sollte, sowie eine strategische Bewertung des Bundesstaates Minas Gerais und der dortigen Streitkräfte. Es wurde beschlossen, dass das Datum für den Beginn der Revolution der 31. März sein würde und dass es an Magalhães liegen würde, eine Kopie des Manifests an Mourão zu senden, mit ausdrücklicher Erwähnung der Absetzung von Goulart.

### Der Militärputsch und die Absetzung von Präsident Goulart am 31. März 1964

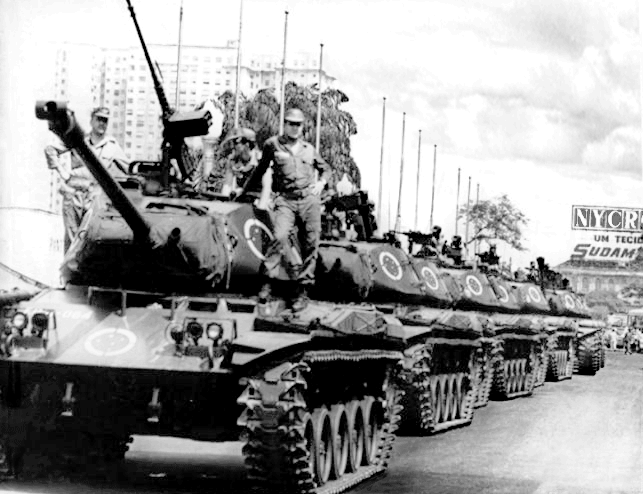
Militärputsch 1964: Panzer auf der Avenida Presidente Vargas in Rio de Janeiro am 4. April

Am Vorabend des Beginns der Aktion blieb General Amauri Kruel, Kommandeur der Zweiten Armee in São Paulo, unentschlossen, ob er der Bewegung beitreten würde. Obwohl er linke Gewerkschaftsführer im Staat denunziert hatte, verzögerten seine enge persönliche Freundschaft mit Goulart und sein Sinn für „Legalität“ seine Entscheidung. Am 30. März wurden die Operationen „Silêncio“ und „Gaiola“ aktiviert. Am Nachmittag waren bereits alle Grenzen von Minas und alle wichtigen Zugangs- und Kommunikationswege geschlossen und unter der Kontrolle der staatlichen Militärpolizei. Alle strategischen Punkte wie Tankstellen für Erdölprodukte, Waffen- und Munitionslager, Radios und Fernsehsender, Zeitungen und Zeitschriften, öffentliche Gebäude, Gewerkschaften und Banken standen bereits unter der offenen oder verschleierten Bewachung der Militärpolizei. Dies wurde Operation „Silêncio“ genannt. Am 31. März 1964, zwischen vier und fünf Uhr morgens, startete Mourão Filho die Bewegung in Minas Gerais, um den vorher festgelegten Zeitpunkt für die Aktion vorauszusehen. Er übernahm die Telefonstation Juiz de Fora und stellte Kontakte her. Er rief General Carlos Luís Guedes an und genehmigte die Mobilisierung der Infanterieverbände der 4. Militärregion und von Militärpolizeitruppen. Am selben Morgen startete General Guedes die Operation „Gaiola“, bei der linke Führer, Studenten und Gewerkschafter inhaftiert wurden. Von Belo Horizonte und São João del Rei zogen Truppen des 12. und 11. Infanterieregiments nach Juiz de Fora, um sich unter den Befehl von General Mourão Filho zu stellen. Gegen 18.00 Uhr nahm der Justizminister Abelardo Jurema eine an Goulart gerichtete Notiz auf, die von General Peri Bevilacqua stammte. Als er mit dem Lesen fertig war, informierte Goulart General Bevilacqua darüber, dass Mourão die 4. Militärregion empört hatte, und forderte seinen Rücktritt. Am Nachmittag dieses Tages befahl General Kruel schließlich seinen Panzern, sich auf Rio de Janeiro zuzubewegen.
Am Morgen des 1. April 1964 flog Goulart nach Brasília, wo er hoffte, Widerstand zu leisten, aber auch die Situation in der Hauptstadt war nicht günstig. Die Truppen, die von der Ersten Armee geschickt wurden, um den Vormarsch der Bergbauarbeiter zu stoppen, hatten sich den Rebellen angeschlossen. In der Nacht reiste Goulart nach Porto Alegre ab, und in Brasília erklärte der Präsident des Senats, Auro de Moura Andrade, die Präsidentschaft der Republik für vakant und vereidigte Pascoal Ranieri Mazzilli, den Präsidenten der Abgeordnetenkammer, als kommissarischen Präsidenten. Die De-facto-Macht wurde jedoch vom selbsternannten Oberkommando der Revolution (Comando Supremo da Revolução) ausgeübt, das sich aus General Artur da Costa e Silva, Admiral Augusto Rademaker und General Francisco de Assis Correia de Melo zusammensetzte. Am Nachmittag des 2. April 1964 trafen von Mourão kommandierte Truppen in Guanabara ein.

### Mourão Filho und das Militärregime

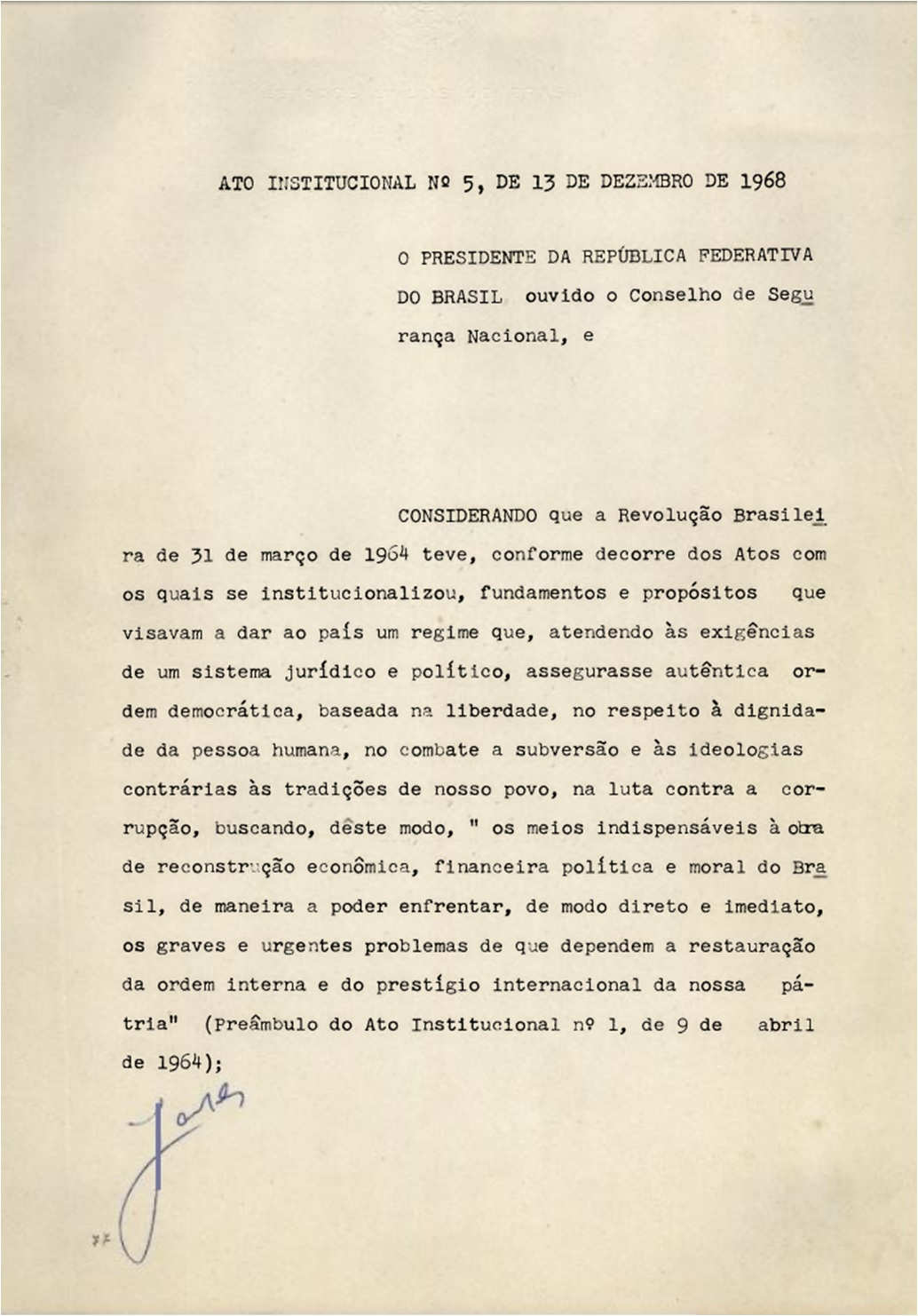
Durch den Ato Institucional Número Cinco (AI-5), den gesetzgebenden Erlass Nr. 5 der Militärregierung, vom 13. Dezember 1968 ermächtigte sich die Regierung, Grundrechte und Bürgerrechte für eine Dauer von bis zu zehn Jahren aufzuheben, und dies „ohne die von der Verfassung gesetzten Beschränkungen“ beachten zu müssen (Art. 4).

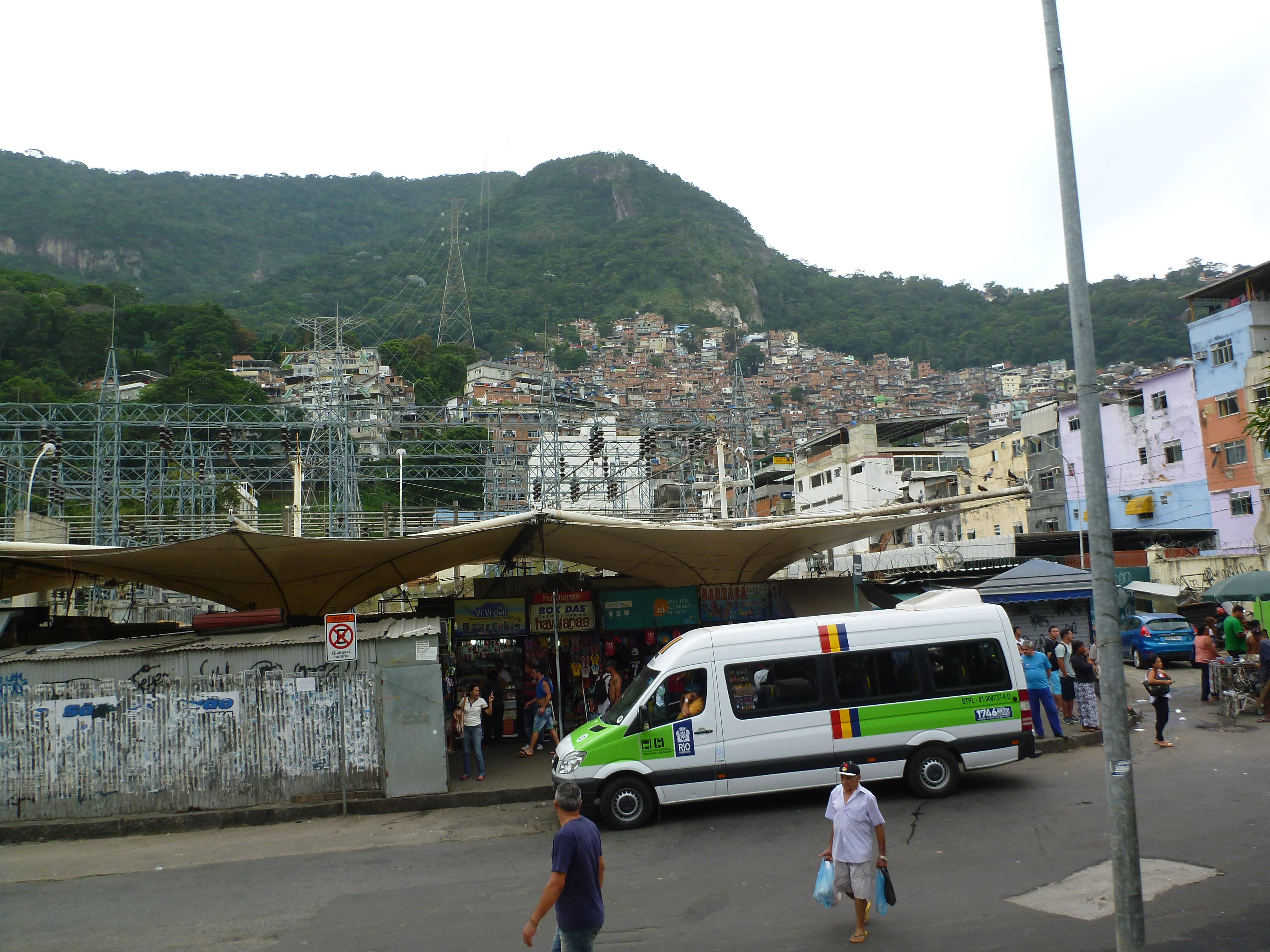
Ihm zu Ehren wurde die Rua General Olímpio Mourão Filho in Rocinha benannt.

Im April 1964 wurde Olímpio Mourão Filho zum Armeegeneral (General-de-exército) befördert und nahm am 15. April 1964 an der Zeremonie zur Amtseinführung von Marschall Humberto de Alencar Castelo Branco zum Präsidenten der Republik teil. Am 30. September 1964 übernahm er den Posten als Mitglied des Obersten Militärtribunals STM (Superior Tribunal Militar) im Range eines Ministers.
In kurzer Zeit begann er sich von der neuen Regierung zu distanzieren, unzufrieden mit den Maßnahmen von Castelo Branco und dessen Regierung. In seinem 1979 posthum veröffentlichten Buch Memórias. A verdade de um revolucionário („Erinnerungen. Die Wahrheit eines Revolutionärs“) äußerte er sich recht kritisch zum neuen Präsidenten der Republik. In einem Interview aus dem Jahr 1965 verurteilte er die Verlängerung der Amtszeit der Gouverneure und verteidigte die für Oktober 1965 geplanten Wahlen. Diese fanden tatsächlich statt, als die Opposition die Regierung der Bundesstaaten Guanabara mit Gouverneur Francisco Negrão de Lima und Minas Gerais mit Gouverneur Israel Pinheiro eroberte. Als Reaktion darauf veröffentlichte Präsident Castelo Branco am 27. Oktober 1965 das Institutionelle Gesetz Nr. 2 (AI-2), das die Anwendung außergesetzlicher Strafen gegen Regimegegner wieder einführte, deren Urteil der Militärjustiz übertragen wurde, die politischen Parteien auflöste und wieder indirekte Wahlen zum Präsidenten der Republik einführte. Am 12. Januar 1966 erklärten sich Mourão Filho und Peri Bevilacqua, ebenfalls Richter der Obersten Militärtribunal, in einem Interview mit der Zeitschrift Manchete für eine Amnestie für diejenigen, die von der sogenannten „Konterrevolution vom 31. März“ (‚Contra-revolução de 31 de março‘) betroffen waren.
Laut Mourão hinterließ Castelo Branco als Hauptmerkmal seiner Regierung eine schlecht entworfene Verfassung, die im Januar 1967 verkündet wurde, die die Befugnisse des Präsidenten stärkte und die Legislative fast vollständig annullierte und ihm nicht nur Zuschreibungen entzog. Diese wurden dem Präsidenten als Chef der Exekutive sowie der Unterwerfung unter deren Willen übertragen. Er kritisierte auch den Nachfolger von Castelo Branco, Marschall Artur da Costa e Silva (1967–1969), der den am 13. Dezember 1968 erlassene Institutionellen Akt Nr. 5 (AI-5) unterzeichnete. Dieser ermächtigte die Regierung, Grundrechte und Bürgerrechte für eine Dauer von bis zu zehn Jahren aufzuheben, und dies „ohne die von der Verfassung gesetzten Beschränkungen“ beachten zu müssen (Art. 4). Seiner Ansicht nach waren die Missstände der brasilianischen Politik vor oder nach 1964 nicht nur auf die Nachfolge der Militärs an der Macht oder ihre persönlichen Mängel als Herrscher zurückzuführen, sondern auf das Präsidialsystem selbst, das eine große Summe von Befugnissen bündelte, „die Exekutive in eine größere Macht verwandelt, die Unabhängigkeit der beiden anderen zunichte macht, und die Harmonie stört“ (‚transforma o Executivo em poder maior e anula a independência dos outros dois, perturbando a harmonia‘).
Im März 1969 trat Olímpio Mourão Filho von der Präsidentschaft des Obersten Militärtribunals zurück, die er seit März 1967 innehatte, und schied auch als Mitglied aus dem Obersten Militärtribunal aus. Zwei Jahre später, im Dezember 1971, traf er während seiner Behandlung im Pflegeheim Doutor Eiras mit dem Historiker Hélio Silva zusammen, dem er die Originale seiner Memoiren – deren Thema die Vorbereitungen und die Entwicklung der politisch-militärischen Bewegung vom März 1964 waren – anvertraute und ihn bat, sie zu veröffentlichen.
Aus der ersten Ehe von Olímpio Mourão Filho mit Almira Linhares Mourão gingen zwei Töchter hervor. In zweiter Ehe heiratete er Maria Tavares Bastos, mit der er drei Kinder hatte.

### Nachlass und Streit um seine Memoiren
Fast sechs Jahre nach seinem Tod, kündigte Hélio Silva im April 1978 die Veröffentlichung des Manuskripts an, das Mourão Filho ihm anvertraut hatte, das 1979 unter dem Titel Memórias. A verdade de um revolucionário („Erinnerungen. Die Wahrheit eines Revolutionärs“) erschien. Einige Zeitungen wie O Globo und Jornal do Brasil aus Rio de Janeiro sowie Coojornal aus Porto Alegre veröffentlichten Auszüge aus den Memoiren, was zu großen Kontroversen führte. General Augusto César Muniz de Aragão stellte in einem in O Globo am 23. April 1978 veröffentlichten Artikel die Urheberschaft der veröffentlichten Texte in Frage und stellte fest, dass der General, wenn er sie wirklich geschrieben hätte, „der Gelassenheit hätte beraubt werden müssen und des gesunden Menschenverstandes oder frustriert in seinen Interessen über das Ergebnis, das die Bewegung vom März 1964 nahm“ (‚deveria encontrar-se privado de serenidade e de senso-comum, ou frustrado nos seus interesses com o desfecho que tomou o movimento de março 1964‘). In einem der von Coojornal veröffentlichten Auszüge beschuldigte Mourão Brigadier João Paulo Moreira Burnier – zu der Zeit Stabschef des Ministers für Luftfahrt, General Márcio de Souza Mello – des Versuchs, Einheiten des Luftrettungsgeschwaders EAS (Esquadrão Aeroterrestre de Salvamento), die sogenannten „Para-Sar“-Truppen der Luftwaffe, bei Gewaltaktionen gegen das Volk einzusetzen. Im Kapitel „Die Verschwörung in São Paulo“ erzählte er von der Entführung seines Großneffen und erwähnte auch die Folterpraxis des Militärs im Kampf gegen die Subversion.
Im August 1978 kehrte seine Tochter, Laurita Lourdes Linhares Mourão Irazabal, die im Ausland lebte, nach Brasilien zurück und bat um eine vorsorgliche Maßnahme, um das bereits herausgegebene Buch ihres Vaters zu durchsuchen und zu beschlagnahmen. Sie beabsichtigte, die Nichtigkeit der Schenkung und Übertragung des Urheberrechts an den Historiker Hélio Silva aufgrund der körperlichen Unfähigkeit von General Mourão zu erwirken, diese Handlung auszuführen. Im Februar 1979 wurde das Buch nach einem intensiven Kampf vor Gericht, der von der Presse weithin bekannt gemacht wurde, schließlich für den Umlauf freigegeben. Zu seinen Lebzeiten veröffentlichte Mourão Filho Um ano de instrução num corpo de tropa de infantaria („Ein Jahr Unterricht in einer Infanterietruppe“) und Elementos de teoria de tráfego urbano e sua aplicação na cidade do Rio de Janeiro („Elemente der Theorie des Stadtverkehrs und ihre Anwendung in der Stadt Rio de Janeiro“).

## Veröffentlichungen
- Do liberalismo ao integralismo, Rio de Janeiro, Schmidt, 1935
- Reforma para o Brasil, Rio de Janeiro, Ed. Saga, 1969

posthum
- Memórias, a verdade de um revolucionário, Herausgeber Hélio Silva, Porto Alegre, L&PM Editores, 1978.

## Hintergrundliteratur
- Gustavo Barroso: O que o integralista deve saber, Rio de Janeiro, Civilização Brasileira, 1935
- Olbiano Gomes de Melo: A marcha da revolução social no Brasil; ensaio histórico-sociológico do período 1922–1954, Rio de Janeiro, O Cruzeiro, 1957
- Mário Vitor: Cinco anos que abalaram o Brasil. De Jânio Quadros ao Marechal Castelo Branco, Rio de Janeiro, Civilização Brasileira, 1965
- Thomas Skidmore: Politics in Brazil. 1930–1964, New York, Oxford University Press, 1967
- Hélio Silva: 1935. A revolta vermelha, Rio de Janeiro, Civilização Brasileira, 1969
- Hélio Silva: 1937. Todos os golpes se parecem, Rio de Janeiro, Civilização Brasileira, 1970
- José Nilo Tavares: Radicalização política na década de 30. Ação Integralista Brasileira, Aliança Nacional Libertadora, Niterói, UFF, Diretório Acadêmico do Instituto de Ciências Humanas e Filosofia, 1973
- Georges-André Fiechter: O regime modernizador do Brasil, 1964–1972, Rio de Janeiro, Fundação Getúlio Vargas, 1974
- Hélgio Trinidade: Integralismo. O fascismo brasileiro na década de 30, São Paulo, Difel/Porto Alegre, Univ. Federal do Rio Grande do Sul, 1974
- Hélio Silva: 1964. Golpe ou contra-golpe? Rio de Janeiro, Civilização Brasileira, 1975
- Paulo Brandi Cachapuz: Cronologia política, 1964–1967. Rio de Janeiro, Fundação Getúlio Vargas/CPDOC, 1977
- Edgar Carone: O Centro Industrial do Rio de Janeiro e sua importante participando na economia nacional (1827–1977), Rio de Janeiro, Cátedra, 1978
- Hélio Silva, Maria Cecília Ribas Carneiro, José Augusto Drummond: A ameaça vermelha. O Plano Cohen, Porto Alegre, ,L&PM Editores, 1980
- René Armand Dreifuss: A conquista do Estado. Ação política, poder e golpe de classe, Petrópolis, Vozes, 1981
- Laurita Mourão: Mourão, o general do pijama vermelho, Rio de Janeiro, F. Alves, 2002